# اعداد دوست
عدد دوست در نظریه اعداد یک عدد طبیعی مثبت است که نسبت بین مجموع مقسوم علیههای آن عدد و خود عدد با یک یا چند عدد دیگر همانند است. دو عدد که در این خاصیت سهیم باشند یک زوج دوست نامیده می‌شوند. دسته‌های بزرگ‌تر اعداد دوست نیز وجود دارد. عددی که چنین دوستانی نداشته باشد عدد تنها نامیده می‌شود.
خاصیت مورد نظر عبارت است از عدد غیر موهومی σ(n) / n است که در آن σ نشان دهنده تابع تقسیم‌کننده (مجموع تمام مقسوم علیه‌ها) است. n یک عدد دوست است اگر n ≠ m باشد به‌طوری کهσ(m) / m = σ(n) / n.
اعداد ۱ تا ۵ همگی تنها هستند. کوچکترین عدد دوست ۶ است که زوج دوست (۲۸،۶) که در ان ۶/(۶)σ مساویست با ۶ / (۶ + ۳ + ۲ + ۱) مساویست با ۲ همانطور که۲۸ / (۲۸)σ مساویست با ۲۸ / (۲۸ + ۱۴ + ۷ + ۴ + ۲ + ۱) مساویست با ۲. مقدار مشترک ۲ در این مورد یک عدد صحیح است اما در بسیاری از موارد چنین نیست.
مسائل حل نشده بسیاری در رابطه با اعداد دوست وجود دارد. به‌رغم مشابهت نام، هیچ رابطه خاصی بین اعداد دوستانه یا اعداد اجتماعی وجود ندارد. هر چند تعریف این دو نیز شامل تابع تقسیم است.

## تابع تقسیم
اگر n یک عدد مثبت طبیعی باشد (σ(n جمع مقسوم علیههای ان است. مثلاً ۱۰ به ۵، ۲،۱ و ۱۰ بخش پذیر است و لذا σ(۱۰) = ۱ + ۲ + ۵ + ۱۰ = ۱۸.

## قرابت و دوستی
قرابت یا (K(n برای یک عدد مثبت طبیعی n به صورت عدد غیر موهومی σ(n)/n تعریف می‌شود
مثلاً κ(۱۰) = ۱۸/۱۰ = ۹/۵.
کلمه قرابت و نشانه (K(n کاربردهای استاندارد نیستند و در اینجا فقط برای تسهیل بیان به کار رفته‌است.
اعدادی که قرابت آن‌ها مثل هم باشد دوست هستند مثلاً K(۴۹۶) = K(۲۸) = K(۶)=۲ اعداد ۶، ۲۸ و ۴۹۶ همه کامل هستند و بنابراین دوست هستند به عنوان مثالی دیگر: (۳۰ و ۱۴۰) یک زوج دوستی هستند از آنجا که(K(۳۰) =K(۱۴۰:
{\displaystyle {\tfrac {\sigma (30)}{30}}={\tfrac {1+2+3+5+6+10+15+30}{30}}={\tfrac {12}{5}}}
{\displaystyle {\tfrac {\sigma (140)}{140}}={\tfrac {1+2+4+5+7+10+14+20+28+35+70+140}{140}}={\tfrac {12}{5}}.}
دوست بودن یک رابطه هم ارزی است و لذا شامل تقسیم اعداد صحیح به دسته‌هایی از اعداد دوست هست.

## اعداد تنها
اعدادی که به یک دسته واحد تعلق دارند چون عدد دوست دیگری نیستند اعداد تنها هستند.
همه اعداد اول و توانهایشان تنها هستند، به‌طور عام تر هر جا اعداد n و(σ(n اول هستند به این معنا که بزرگترین مقسوم علیه مشترک آن‌ها ۱ است به‌طوری‌که σ(n)/n یک تابع کاهش نا پذیر است عدد n تنهاست.
برای یک عدد اول p داریم σ(p) = p + ۱ که مانند p عدد اول است. روشی عمومی برای این که بفهمیم یک عدد کامل است یا تنها وجود ندارد.
کوچکترین عددی که طبقه‌بندی آن معلوم نیست (تا سال ۲۰۰۷) ۱۰ است و حدس زده می‌شود که تنها باشد اگر نباشد کوچکترین دوست آن یک عدد نسبتاً بزرگ خواهد بود.

## دسته‌های بزرگ
این مسئله باقی است که ایا دسته‌های بی‌نهایت بزرگ اعداد دوست وجود دارد؟ اعداد کامل یک دسته را تشکیل می‌دهند و حدس زده می‌شود که بی‌نهایت عدد کامل وجود دارد.(دست کم به اندازه تعداد اعداد اول مرسن) اما دلیلی برای ان نداریم.
تا سال ۲۰۰۸،۴۴ عدد کامل شناخته شده‌است که بزرگترین انها ۱۹ میلیون رقم در سیستم ده دهی دارد. دسته‌های دیگری با اعداد شناخته شده بیشتر به خصوص آن‌هایی که از اعداد کامل چند گانه تشکیل می‌شوند که اعدادی هستند که قرابت آن‌ها عدد صحیح است.
تا اوایل سال ۲۰۰۸ دستهٔ اعداد دوست با قرابت مساوی ۹، ۲۰۷۹ عدد شناخته شده بوده‌است گرچه می‌دانیم برخی از انها بسیار بزرگ هستند دسته‌های اعداد کامل چند جانبه (به استثنای خود اعداد کامل) حدس زده می‌شود که متناهی باشد.